# USRobotics
USRobotics és una companyia nord-americana de desenvolupament i fabricació de maquinari per a l'àrea de comunicació. Es va especialitzar en la fabricació de mòdems, equips per a VoIP i wireless.

## Història
USR va ser fundada el 1976 a Chicago, Illinois (i posteriorment es va traslladar a Skokie, Illinois), per un grup d'empresaris, inclòs Casey Cowell, que va actuar com a CEO en la major part de la història de l'empresa i Paul Collard, que va crear mòdems a mitjans de la dècada de 1980. El nom de l'empresa és una referència a la ficció d'Isaac Asimov, que s'acredita com a inventor del terme robòtica. Les històries de robots d'Asimov van presentar una empresa fictícia anomenada US Robots and Mechanical Men. Cowell va afirmar, en una convenció popular de BBS, que ells van batejar l'empresa com homenatge a Asimov i perquè en les seves obres de ciència-ficció, la US Robots va acabar convertint-se en "l'empresa més gran de l'univers".

## Compres i fusions
USR va adquirir Palm, Inc. el 1995 i posteriorment es va fusionar amb 3Com Corporation el juny de 1997. Després es va recrear com a spin-off de 3Com el juny de 2000, assumint tot el negoci de mòdems de clients de 3Com excepte la part relacionada amb Palm, que s'havia escindit com a "Palm" tres mesos abans. Altres parts de l'USR original van continuar formant part de 3Com com a CommWorks Corporation. Aleshores, USR va crear ràpidament la seva cartera de dispositius, que inclou no només mòdems d'accés telefònic tradicionals, sinó també components de xarxes per cable i sense fil.

## Galeria d'imatges

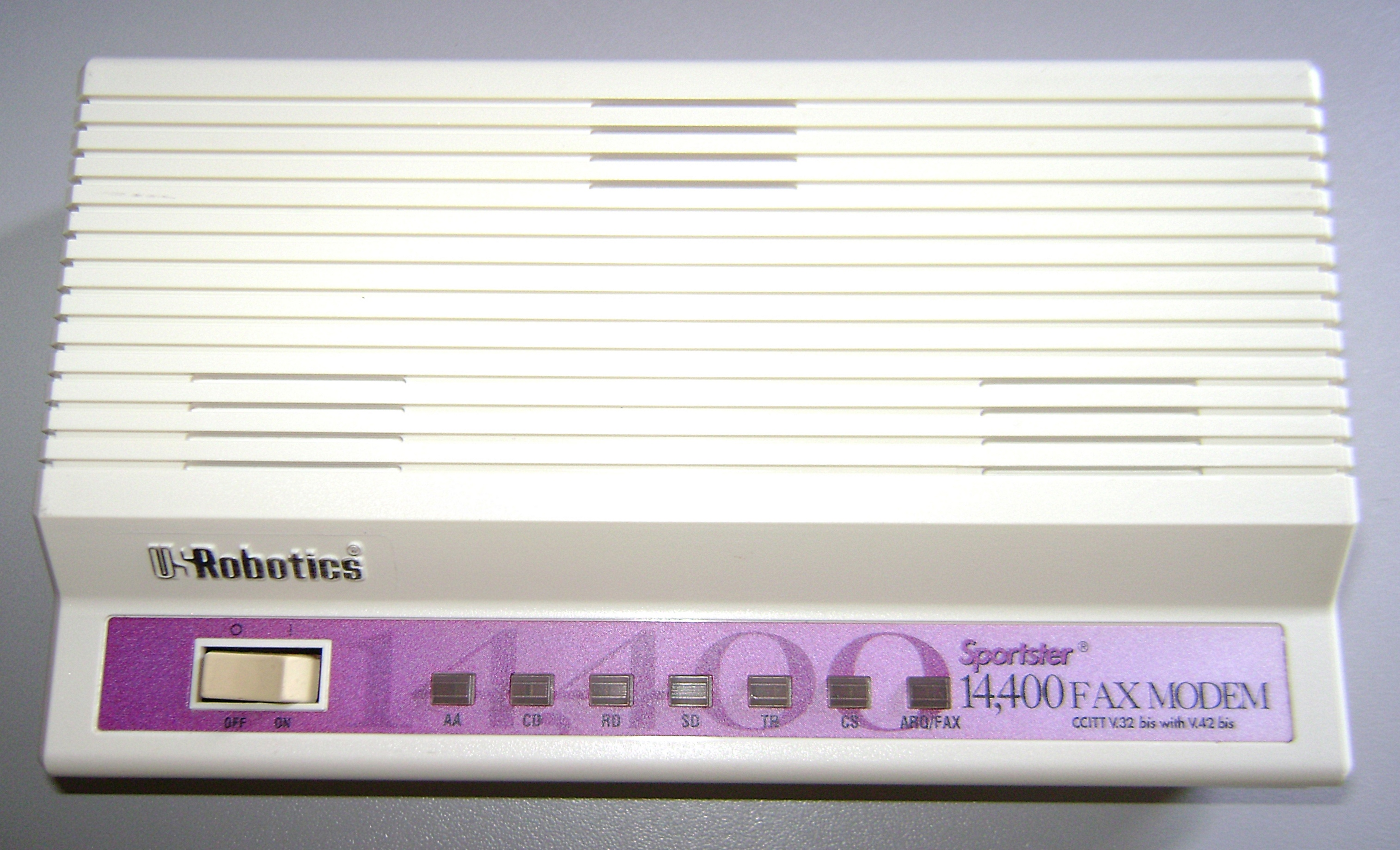
Un fax mòdem antic, de 14.400 bps, d'USRobotics (1994).
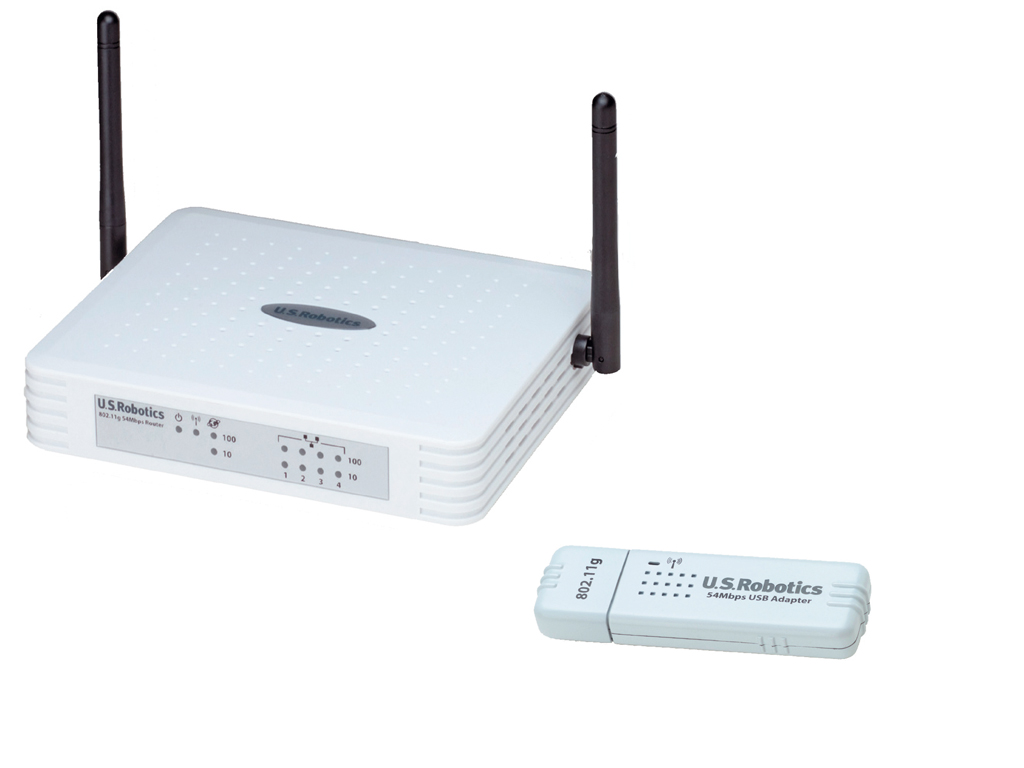
Router de USRobotics.